# Bogskär (Jomala, Åland)
Bogskär är en ö i Jomala kommun på Åland (Finland). Den ligger i Ålands hav eller Skärgårdshavet och i kommunen Jomala i landskapet Åland, i den sydvästra delen av landet. Ön ligger nära Mariehamn och omkring 290 kilometer väster om Helsingfors.
Bogskär har Kråkören i norr, Storbroskär i öster, Truthällen i söder och fasta Åland i nordväst.
Öns area är 13,4 hektar och dess största längd är 0,6 kilometer i nord-sydlig riktning.
På Bogskär finns två fritidshus vid en liten vik på den östra sidan.